# طقسوس سومطري
طقسوس سومطري (الاسم العلمي:Taxus sumatrana) (بالإنجليزية: Sumatran yew)‏ هو نوع من النباتات يتبع جنس الطقسوس من الفصيلة الطقسوسية. سمي هذا النوع نسبةً إلى جزيرة سومطرة في إندونيسيا.